# Night of the Living Dead (1990)
Night of the Living Dead, amerikansk skräckfilm/zombiefilm, från 1990, regisserad av Tom Savini, med filmmanus av George A. Romero, baserad på det tidigare filmmanuset av John A. Russo och George A. Romero.

## Rollista
- Tony Todd - Ben
- Patricia Tallman - Barbara
- Tom Towles - Harry Cooper
- McKee Anderson - Helen Cooper
- William Butler - Tom
- Katie Finneran - Judy Rose
- Bill Moseley - Johnnie
- Heather Mazur - Sarah Cooper
- David W. Butler - Hondo

## Om filmen
Detta är en nyinspelning av George A. Romeros klassiker Night of the Living Dead (1968), regisserad av makeup- och specialeffektmästaren Tom Savini. George A. Romero själv stod som producent och för omskrivningen av det gamla manuset. Det är i princip samma handling, men den här gången i färg, samt med mer påkostad makeup, specialeffekter och rekvisita.